# Taiyubius satanus
Taiyubius satanus är en mångfotingart som beskrevs av Chamberlin 1911. Taiyubius satanus ingår i släktet Taiyubius och familjen stenkrypare. Inga underarter finns listade i Catalogue of Life.